# Tocata
Tocata est une émission télévisée espagnole musicale diffusée sur la chaîne de télévision La 1, entre 1983 et 1987. Elle est réalisée par Mauricio Romero sur un scénario de José Ramón Pardo. Configurée comme un espace consacré à la musique moderne, qui incluait des performances en direct, des clips et des interviews sur le plateau, tout au long de ses 163 émissions, elle présente des journalistes comme José Antonio Abellán, des DJ comme Eddi Calixto et des chanteurs comme Vicky Larraz

## Production
Le programme vient combler le vide dans la programmation musicale de la principale chaîne de télévision espagnole après la disparition de son prédécesseur Aplauso. La dernière émission d'Aplauso est diffusée le 1er janvier 1983 et, quelques mois plus tard, Tocata commence à être diffusée le mardi après-midi.

« Aplauso était réalisé par d'autres collègues, le directeur était Jose Luis Uribarri, mais je ne sais pas exactement ce qui s'est passé, le directeur a dû partir, et j'étais membre permanent de Televisión Española à l'époque, et les patrons m'ont appelé et m'ont dit : « Hé, tu as fait Popgrama et tu as fait de la musique, pourquoi tu ne t'occuperais pas d'Aplauso ? Je me suis dit : « Eh bien, c'est plus important... », parce qu'à l'époque, Aplauso était le programme vedette de Televisión Española, il n'y avait pas d'autres chaînes que La 1 et La 2. Le matin même, ils m'ont dit « va sur le plateau », et j'ai parlé aux cameramen, aux mixeurs de son et j'ai dit : « Écoutez, je viens d'être engagé et je m'y connais en comédies musicales, alors si vous m'aidez, je le ferai », et ils ont dit oui, qu'ils m'aideraient à commencer, et le premier programme a pratiquement été fait par eux, nous avons continué, j'ai aimé ça, et c'est là que j'ai commencé à faire Aplauso. »

— Mauricio Romero (2019)
Cependant, dès les premiers épisodes, un changement d'orientation est perçu, car alors qu'Aplauso aspirait à un public beaucoup plus large, Tocata est conçu spécifiquement pour un segment très précis : les jeunes âgés de 15 à 25 ans. Pour cette raison, et contrairement à son prédécesseur, l'espace n'organise pas de concerts de groupes d'enfants ou de numéros comiques, et la chanson mélodique est reléguée à l'arrière-plan, suivant ainsi les nouveaux goûts du public des années 1980.
Contrairement aux espaces consacrés à la musique plus avant-gardiste et moderne de la movida madrileña, comme La Edad De Oro, diffusée à la même époque sur la deuxième chaîne de Televisión Española, le contenu de Tocata est alimenté par les artistes les plus commerciaux. Les groupes et les solistes les plus populaires se produisaient sur sa scène et les disques les plus vendus étaient diffusés. Sa diffusion coïncide avec ce que l'on appelle « l'âge d'or de la pop espagnole » et la pop était le genre le plus courant sur le plateau de l'émission. Cependant, d'autres tendances musicales en plein essor à l'époque, telles que le rock, le punk rock, le heavy metal, le breakdance et les Nouveaux Romantiques, étaient également représentées. L'émission a également servi de plateforme pour populariser le clip auprès du public espagnol, un format jusqu'alors quasiment inconnu des téléspectateurs. Les performances étaient réalisées en direct et avec un public présent sur le plateau au pied de la scène.